# Giovanni Zambelli
Giovanni Zambelli (né le 1er juin 1824 à Venise en Italie, décédé le 7 décembre 1852 à Belfiore proche de Mantoue) est un patriote italien et un des martyrs de Belfiore.

## Biographie

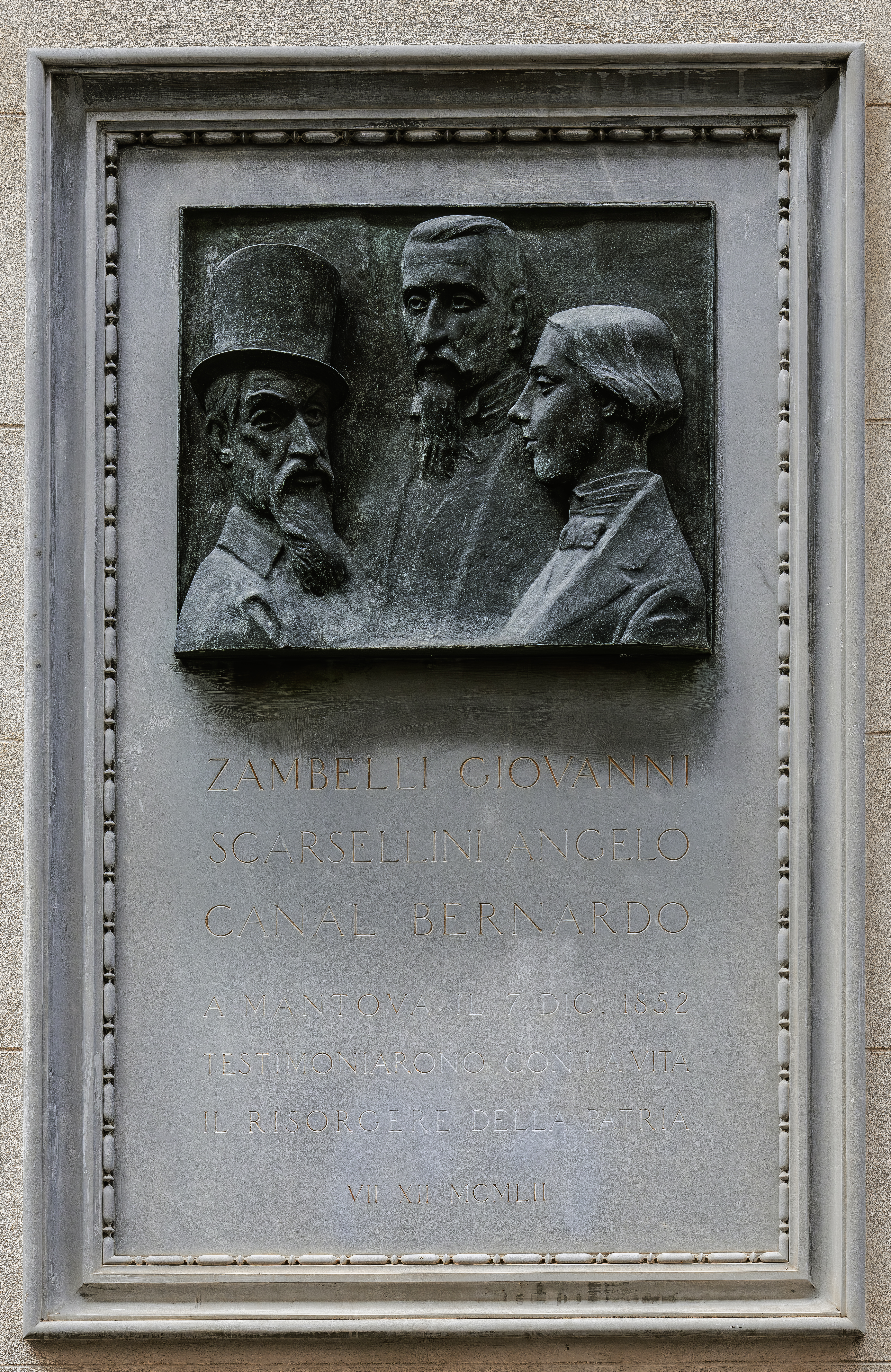
Monument à la mémoire de Giovanni Zambelli, Angelo Scarsellini et Bernardo Canal - Calle larga de l'Ascension à Venise

Employé de l’Arsenal et portraitiste pour le plaisir, il participe activement à la République de Saint-Marc de 1848. Il devient un des chefs du Comité Révolutionnaire de Vénétie, il crée les comités de Padoue, Vicence et Trévise.
À la suite de la conspiration de janvier 1852, et l'identification des principaux responsables en juin suivant, il est arrêté et traduit devant le tribunal à Mantoue.
Le Conseil de Guerre autrichien du 13 novembre 1852 le condamne à mort et le 7 décembre suivant, à Belfiore aux portes de Mantoue, il est le premier des patriotes condamnés à être pendu.
À cause de la confiscation de toutes ses propriétés par le gouvernement autrichien, sa veuve et son jeune fils déménagent à Milan où ils bénéficient du soutien économique des patriotes locaux.

## Source
- (it) Cet article est partiellement ou en totalité issu de l’article de Wikipédia en italien intitulé « Giovanni Zambelli » (voir la liste des auteurs).